# Georg Christian Strecker
Georg Christian Strecker (* 30. August 1800 in Darmstadt; † 19. Juni 1874 in Tübingen) war ein deutscher Politiker und Revolutionär.

## Familie
Georg Strecker war der Sohn des großherzoglich-hessischen Vizedirektors der Rentkammer Arnsburg Georg Ludwig Karl Strecker (1762–1804) und dessen Ehefrau Anna Sybilla, geborene Dietz. Strecker, der evangelischen Glaubens war, heiratete am 1. Januar 1825 Karoline geborene Bansa, die Tochter des Kammerrates Johann Conrad Bansa. Er damit war mit Christian Bansa und Karl Jaup verschwägert.

## Leben
Georg Strecker besuchte ein Darmstädter Gymnasium. Zum Studium der Rechtswissenschaften ging er nach Jena, Heidelberg und Gießen. Er schloss sich in diesen Orten der Urburschenschaft (1818/19), der Alten Heidelberger Burschenschaft (1819) und der Alten Burschenschaft Germania Gießen (1820) an. 1824 wurde er zum Dr. iur. utr. promoviert.
Da er den Gießener Schwarzen Christian Sartorius verteidigte, wurde er aus dem Staatsdienst ausgeschlossen.
1832 leitete er die Mainzer Delegation zum Hambacher Fest und wurde dort zum Mitglied der provisorischen Regierung gewählt. Im Juli 1832 führte er den Vorsitz bei einem Treffen liberaler Politiker in Frankfurt. Dazu hatten die Burschenschafter Friedrich Siegmund Jucho und Franz Karl Gärth eingeladen. 1840 organisierte er ein Treffen mit 40 Liberalen auf einem Dampfschiff.
Von 1832 bis 1834 gehörte er der Zweiten Kammer der hessischen Landstände an. Er wurde für den Wahlbezirk Oberhessen 11/Hungen gewählt. 1849/50 war er Abgeordneter in der Ersten Kammer des hessischen Landtags.
Später ging seine Weinhandlung in Konkurs. Als Direktor der Düsseldorfer Dampfschifffahrtsgesellschaft war er maßgeblich an der Auswanderung vieler liberaler Politiker beteiligt.
Im Revolutionsjahr 1848 war er Mitglied des Vorparlaments.